# La vida es una fiesta
Patito Feo: La vida es una fiesta es el tercer álbum de estudio de la telenovela musical Patito Feo. Fue lanzado el 8 de mayo de 2008 por EMI Records. 
Publicado como la banda sonora de la segunda temporada de la serie, pertenece al género pop y pop latino con estilos principalmente de teen pop - pop rock, y se comercializó en América Latina y Europa, con sus respectivas ediciones para cada país. El 24 de octubre fue lanzada una reedición en formato CD+DVD como La vida es una fiesta: Fan Edition, incluyendo canciones inéditas y el show de presentación de la segunda temporada grabado el 19 de abril en el Monumento de los españoles, de la ciudad de Buenos Aires.
En 2008, Patito Feo consiguió por segunda vez el galardón de "Disco más vendido del año" en Argentina. También recibió por segundo año consecutivo la nominación a “Mejor Álbum Infantil” de los Premios Gardel, premio que ya recibió el primer trabajo discográfico de la serie: Patito Feo: La historia más linda.

## Antecedentes y lanzamiento
En 2008, después de finalizar la exitosa gira Patito feo: La historia más linda en el Teatro, comenzaron las grabaciones de la segunda temporada de la serie y su banda sonora. La presentación oficial tuvo lugar el 19 de abril en el Monumento a los españoles en la ciudad de Buenos Aires, donde el elenco encabezado por Laura Esquivel y Brenda Asnicar, interpretaron las canciones que forman parte del álbum ante más de 100.000 personas.
La Vida Es Una Fiesta fue lanzado el 8 de mayo en Argentina, siendo por segunda vez el disco más vendido del año. Seguidamente, sería comercializado en los países de América Latina y Europa, posicionándose como número uno en las listas de ventas de Italia, España, Grecia y Portugal, entre otros.
Entre 2007 y 2011, se realizaron cuatro giras internacionales presentando la discografía de la serie. Laura Esquivel y Brenda Asnicar lograron presentarse ante más de dos millones de espectadores con: Patito Feo: La historia más linda en el Teatro, El Show más lindo, El Musical Más Bonito con Laura Esquivel y Antonella en Concierto con Brenda Asnicar.

## Contenido musical
El álbum inicia con «A Volar» interpretada por Laura Esquivel y fue la canción utilizada para abrir la presentación de Patito Feo en el Monumento a los españoles. Esta canción es considerada el himno de "Las Populares" por excelencia. (Línea de muestra: «Las Populares, unidas, jamás serán vencidas» —«La vida siempre es una fiesta, y nuestro sueño puede hacerse realidad»—).
La segunda canción del álbum es «Nene Bailemos» interpretada por Brenda Asnicar y es una de las canciones que representan la evolución de las bandas sonoras de la serie. Este tema rompe con la estela que seguía el personaje de Antonella, mostrando un lado más sentimental. (Línea de muestra: «Ya no puedo mirarte como a un amigo, ahora yo sé que llegó el amor» —«Quiero llegar a tu alma, y te voy a enamorar»—).
La tercera canción del álbum es «Diosa, Única» interpretada por Brenda Asnicar. Esta canción también fue interpretada, junto con «A Volar», en la presentación de Patito Feo en el Monumento a los españoles. Destaca por ser un tema clave en la segunda temporada de la serie, pues representa el regreso triunfal del personaje Antonella después de haber alcanzado su mayor sueño: ser una estrella de la música. (Línea de muestra: «Yo soy así. Una star, una divina desde que nací» —«Soy la dueña de tu destino, soy el fuego cuando me muevo»—).

## Lista de canciones

### Edición estándar internacional
| Patito Feo: La Vida es una Fiesta | |                                     |          |  |
| N.º                               | Título | Escritor(es)                        | Duración |  |
| 1.                                | «A Volar» (Laura Esquivel)                                                                                  | C. Nilson, M. Schajris, I. Nilson   | 2:49     |  |
| 2.                                | «Nene Bailemos» (Brenda Asnicar)                                                                            | C. Nilson, M. Schajris              | 2:54     |  |
| 3.                                | «Diosa, Única, Bonita» (Brenda Asnicar)                                                                     | C. Nilson, M. Schajris              | 2:23     |  |
| 4.                                | «Fruta Preferida» (Griselda Siciliani)                                                                      | C. Nilson, M. Schajris, G. Gardelín | 2:52     |  |
| 5.                                | «Cuando Pienso en Ti» (Laura Esquivel)                                                                      | C. Nilson, M. Schajris              | 3:06     |  |
| 6.                                | «Respeto» (Brenda Asnicar)                                                                                  | C. Nilson, M. Schajris, I. Nilson   | 2:24     |  |
| 7.                                | «Hip Hop de la Calle» (Nicolás Zuviría, Andrés Gil, Santiago Talledo, Brian Vainberg y Juan Manuel Guilera) | C. Nilson, M. Schajris              | 2:44     |  |
| 8.                                | «Ella» (Juan Darthés)                                                                                       | C. Nilson, M. Schajris              | 3:23     |  |
| 9.                                | «Más» (Laura Esquivel)                                                                                      | C. Nilson, M. Schajris              | 2:58     |  |
| 10.                               | «Un Beso para Mí» (Laura Esquivel)                                                                          | C. Nilson, M. Schajris              | 4:17     |  |
| 11.                               | «Somos Las Divinas» (Brenda Asnicar)                                                                        | C. Nilson, M. Schajris              | 2:02     |  |
| 12.                               | «Karaoke - A Volar»                                                                                         | C. Nilson, M. Schajris, I. Nilson   | 2:49     |  |
| 13.                               | «Karaoke - Diosa, Única, Bonita»                                                                            | C. Nilson, M. Schajris              | 2:23     |  |

### Edición portuguesa
| O Mundo de Patty: A Vida é uma Festa | |          |  |
| N.º                                  | Título | Duración |  |
| 1.                                   | «A Voar (A Volar)» (Marta Mota)                                                                           | 2:51     |  |
| 2.                                   | «Baby, Dancemos (Nene Bailemos)» (Ana Sofia Santos)                                                       | 2:58     |  |
| 3.                                   | «Deusa, Única, Bonita (Diosa, Única, Bonita)» (Ana Sofia Santos)                                          | 2:25     |  |
| 4.                                   | «Fruta Desejada (Fruta Preferida)» (Vera Ferreira)                                                        | 2:53     |  |
| 5.                                   | «Quando Penso em Ti (Cuando Pienso en Ti)» (Marta Mota)                                                   | 3:08     |  |
| 6.                                   | «Respeito (Respeto)» (Ana Sofia Santos)                                                                   | 2:24     |  |
| 7.                                   | «Hip Hop da Rua (Hip Hop de la Calle)» (Micha / João Pedro / Pedro Luzindro / Ricardo Soler / Luis Lobão) | 2:43     |  |
| 8.                                   | «Ela (Ella)» (Carlos Martins)                                                                             | 3:26     |  |
| 9.                                   | «Mais (Más)» (Marta Mota)                                                                                 | 3:00     |  |
| 10.                                  | «Un Beijo para Mim (Un Beso para Mí)» (Marta Mota)                                                        | 4:18     |  |
| 11.                                  | «Somos As Divinas (Somos Las Divinas)» (Ana Sofia Santos)                                                 | 2:04     |  |

## Patito Feo: La Vida es una Fiesta - Fan Edition
Patito Feo - La Vida es una Fiesta - Fan Edition es una reedición del álbum acorde al éxito comercial que obtuvo, lanzado el 24 de octubre de 2008. Esta edición especial incluye versiones inéditas de 2 temas: «Un Beso para Mí» interpretado por Brenda Asnicar y «Diosa, Única, Bonita» interpretado por Laura Esquivel. También incluye un DVD con 8 actuaciones que pertenecen al show grabado el 19 de abril de 2008 como parte de la premier de la segunda temporada de Patito Feo en el Monumento de los españoles, de la ciudad de Buenos Aires.
| CD Fan Edition: La Vida es una Fiesta |                                                          |                        |          |  |
| N.º                                   | Título                                                   | Escritor(es)           | Duración |  |
| 14.                                   | «Diosa, Única, Bonita (Versión Patito)» (Laura Esquivel) | C. Nilson, M. Schajris | 2:25     |  |
| 15.                                   | «Un Beso para Mí (Versión Antonella)» (Brenda Asnicar)   | C. Nilson, M. Schajris | 4:17     |  |
| 16.                                   | «Cuando Pienso en Ti (Original Remix)» (Laura Esquivel)  | C. Nilson, M. Schajris | 3:16     |  |
| 17.                                   | «Un Beso para Mí (Electro Remix)» (Laura Esquivel)       | C. Nilson, M. Schajris | 4:49     |  |
| 18.                                   | «Más (Dance Remix)» (Laura Esquivel)                     | C. Nilson, M. Schajris | 3:44     |  |

| DVD Fan Edition: La Vita è una Festa |                                |          |  |
| N.º                                  | Título                         | Duración |  |
| 1.                                   | «A Volar (Live)»               | 3:03     |  |
| 2.                                   | «Diosa, Única, Bonita (Live)»  | 2:22     |  |
| 3.                                   | «Fiesta (Live)»                | 3:25     |  |
| 4.                                   | «Las Divinas (Live)»           | 1:48     |  |
| 5.                                   | «Fruta Preferida (Live)»       | 2:47     |  |
| 6.                                   | «Tango Llorón (Live)»          | 2:21     |  |
| 7.                                   | «Algo Tuyo en Mí (Live)»       | 4:06     |  |
| 8.                                   | «Un Rincón del Corazón (Live)» | 2:47     |  |

## Posicionamiento en listas
| País                | Mejor posición |
| ------------------- | -------------- |
| Argentina (CAPIF)   | 1              |
| Italia (FIMI)       | 1              |
| España (Promusicae) | 1              |
| Grecia (IFPI)       | 1              |
| Portugal (AFP)      | 1              |

## Historial de lanzamientos
| País      | Fecha                   | Formato | Discografía |
| --------- | ----------------------- | ------- | ----------- |
| Argentina | 8 de mayo de 2008       | CD      | EMI Records |
| México    | 19 de junio de 2008     | CD      | EMI Records |
| Italia    | 12 de febrero de 2010   | CD      | EMI Records |
| Portugal  | 23 de agosto de 2010    | CD      | EMI Records |
| España    | 16 de noviembre de 2010 | CD      | EMI Records |
| Grecia    | 8 de abril de 2011      | CD      | EMI Records |

## Premios
| Año  | Premiación     | Categoría            | Resultado |
| ---- | -------------- | -------------------- | --------- |
| 2009 | Premios Gardel | Mejor Álbum Infantil | Nominado  |